# Pomerode
Pomerode là một đô thị thuộc bang Santa Catarina, Brasil. Đô thị này có diện tích 215,904 km², dân số năm 2007 là 25261 người, mật độ 114 người/km².